# Millennio (album)
Millennio è un album del 1991 di Eugenio Finardi.

## Tracce
1. Qualcosa in più – 4:54
2. Mio cucciolo d'uomo – 5:04
3. Appoggiati a me – 5:16
4. Millennio – 5:23
5. Nell'acqua – 4:19
6. Cosa sognava Mozart – 5:34
7. Mezzaluna – 6:32
8. Che uomo sarei – 4:27
9. Il vecchio sul ponte – 5:12
10. Tutto gratis – 4:21

## Formazione
- Eugenio Finardi – voce, cori, tastiera, organo Hammond
- Fabrizio Consoli – chitarra, cori
- Paolo Costa – basso
- Gavin Harrison – batteria, percussioni
- Francesco Saverio Porciello – chitarra
- Vittorio Cosma – tastiera, pianoforte, organo Hammond
- Ares Tavolazzi – contrabbasso
- Adalberto Munari – violoncello
- Claudio Frigerio – violoncello
- Guido De Vecchi – viola
- Adalberto Munari – violino
- Stefano Bonvini – violino
- Demo Morselli – tromba, flicorno
- Amedeo Bianchi – sax
- Fabio Treves – armonica
- Giancarlo Parisi – zampogna, friscaiettu
- Mario Arcari – oboe
- Luca Jurman, Silvio Pozzoli – cori